# Nepeta clarkei
Nepeta clarkei là một loài thực vật có hoa trong họ Hoa môi. Loài này được Hook.f. mô tả khoa học đầu tiên năm 1885.

## Hình ảnh

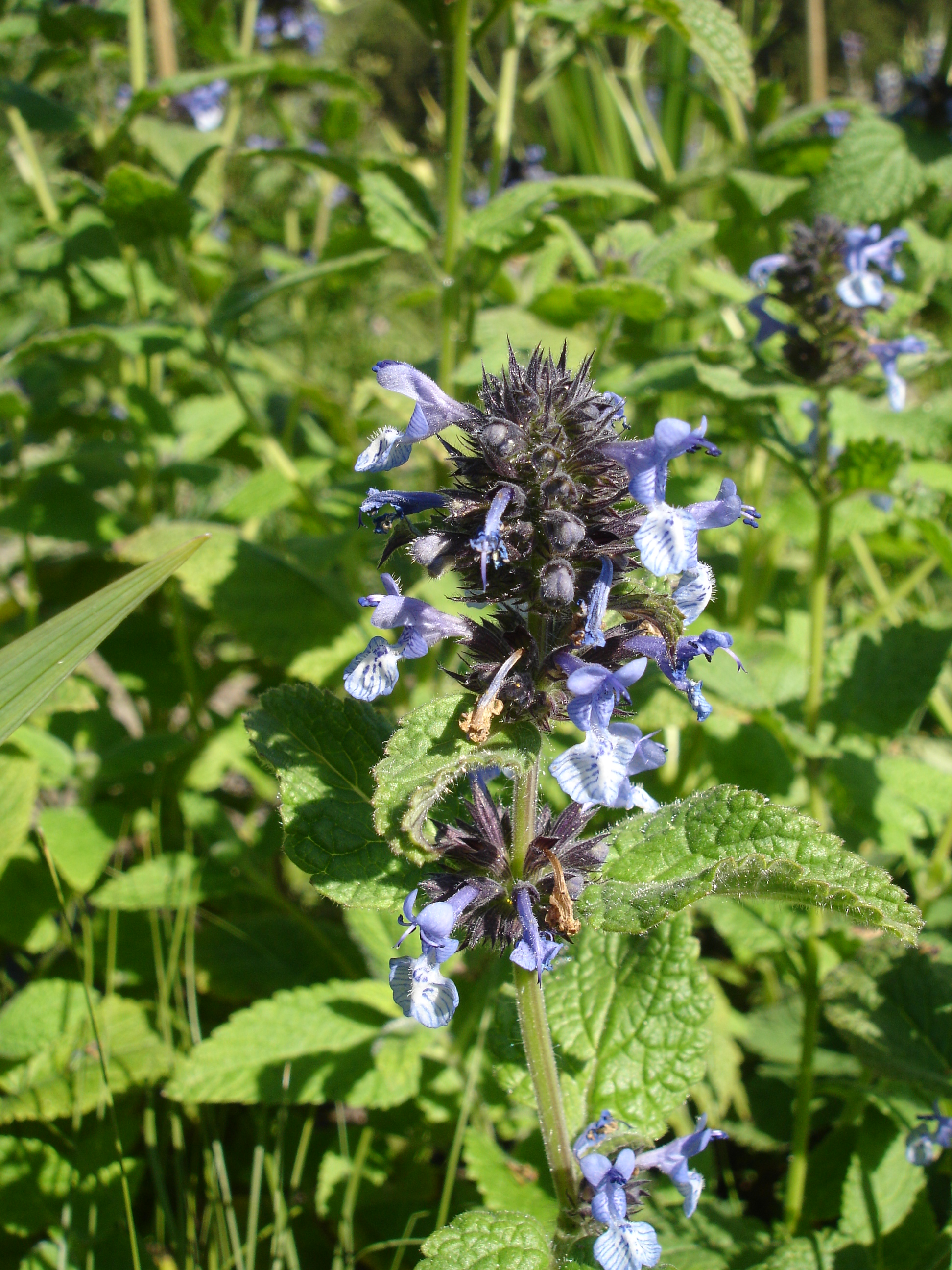